# Nychiodes confusa
Nychiodes confusa är en fjärilsart som beskrevs av W. Warren 1902. Nychiodes confusa ingår i släktet Nychiodes och familjen mätare. Inga underarter finns listade i Catalogue of Life.